# Montipora profunda
Espèce
Montipora profunda est une espèce de coraux appartenant à la famille des Acroporidae.